# Audi S5
Audi S5 — спортивні автомобілі німецької компанії Audi.

## Перше покоління

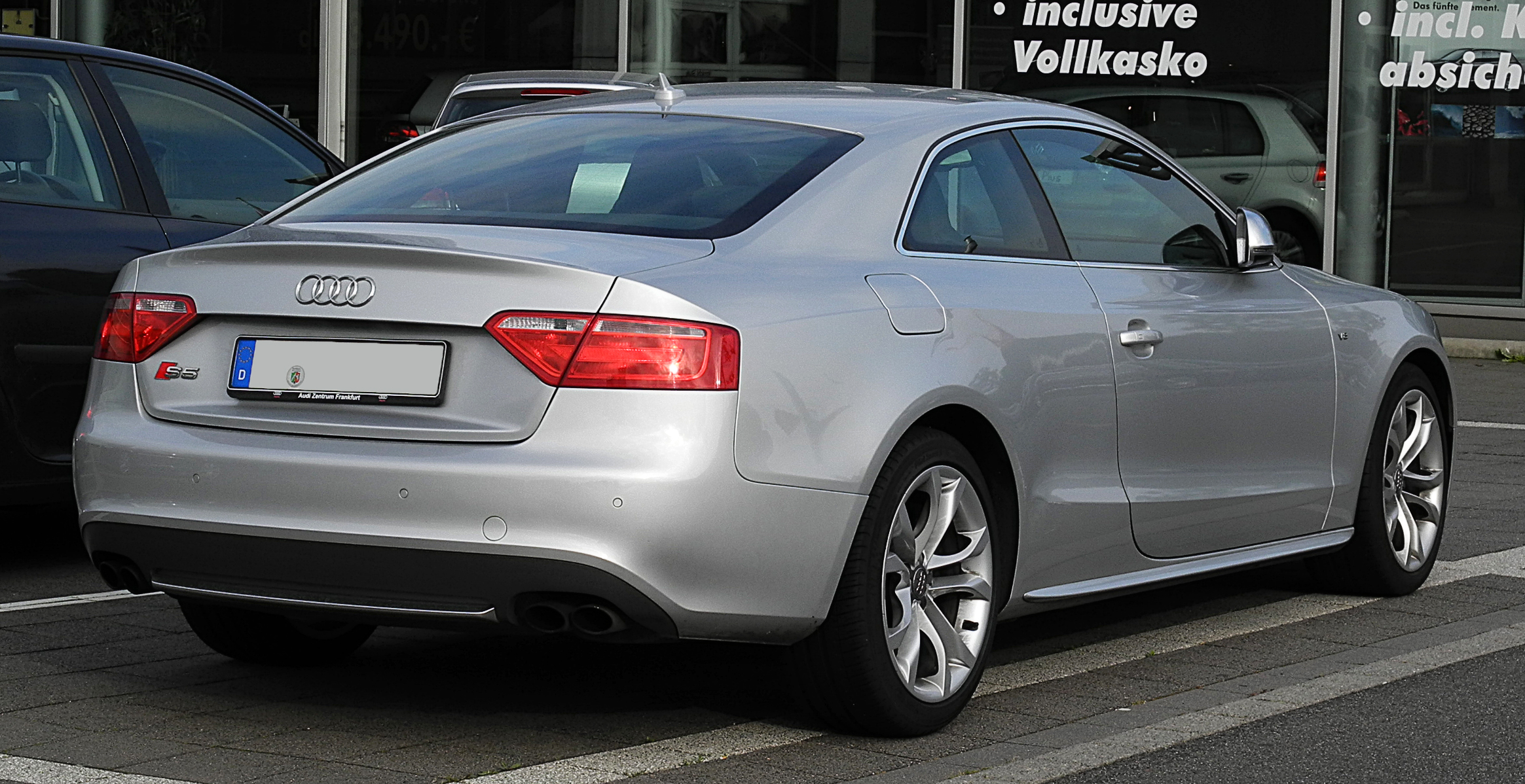
Audi S5 Coupé (2007-2012)

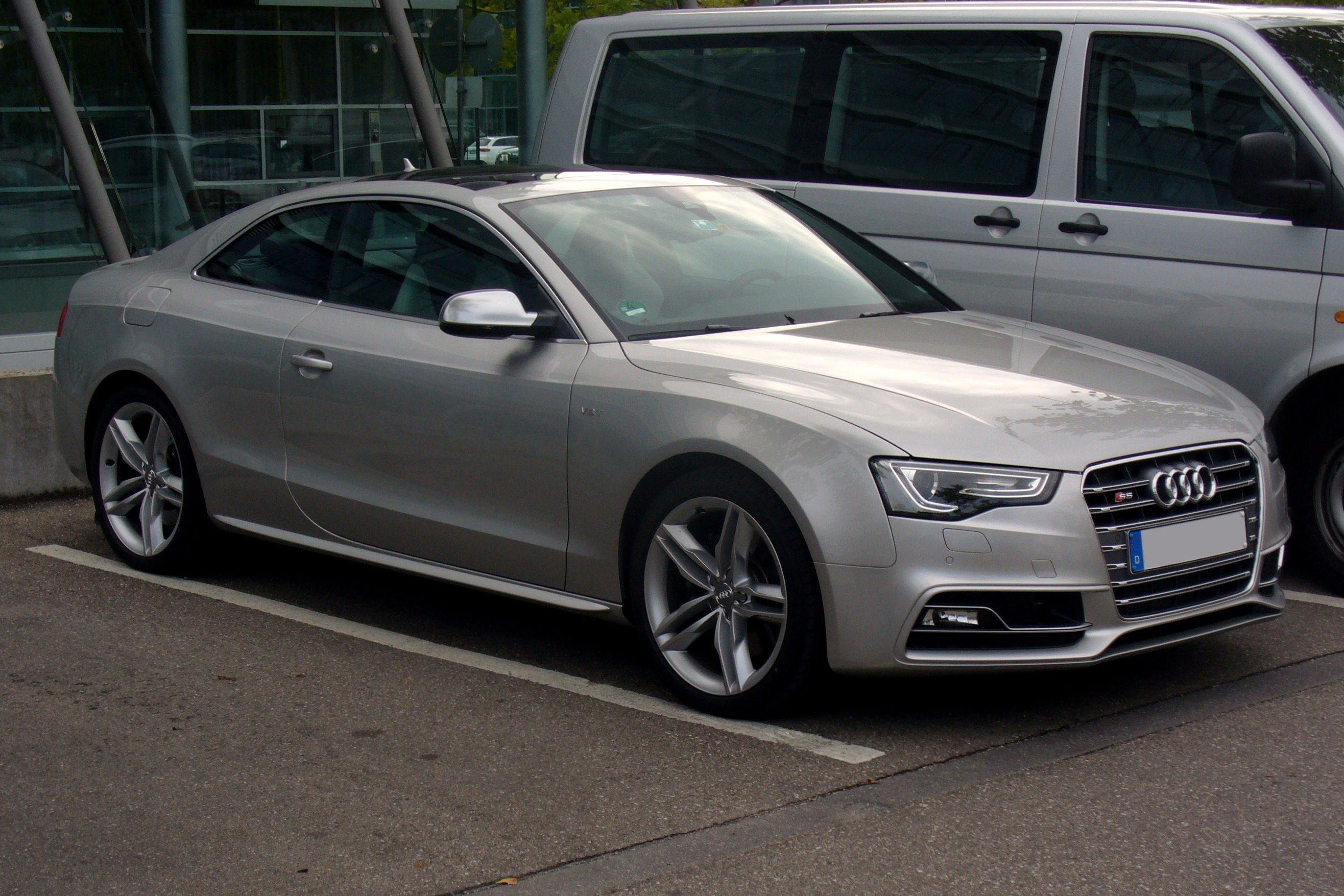
Audi S5 Coupé (з 2012)

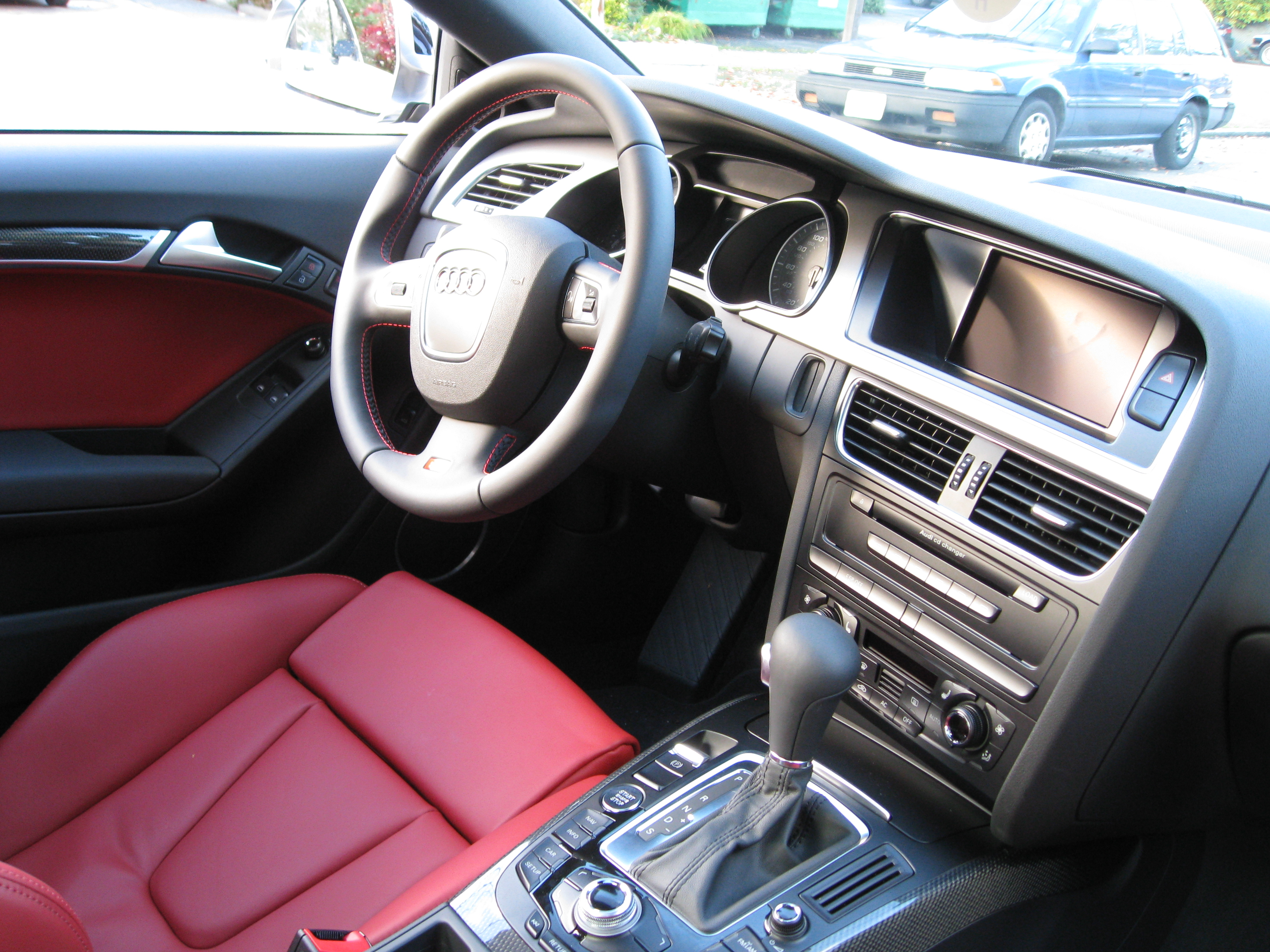
Інтер'єр Audi S5

Audi S5 був представлений публіці в той же самий час, що і A5. Автомобіль має двигун V8 FSI об'ємом 4,2 л., Потужністю 354 к.с. (260 кВт) при 6800 об/хв і обертовим моментом 440 Нм при 3500 об/хв.
Трансмісія на S5 представлена 6-ступінчастою коробкою передач з ручним перемиканням, що відповідає традиції спортивних машин, а також 6-ступінчастою автоматичною коробкою серії Tiptronic, використання якої дозволяє зменшити як споживання палива на 2 л./100 км, так і знизити частку вуглекислоти у вихлопних газах, що істотно для західноєвропейського покупця.
Зовнішній дизайн: S5 від А5 відрізняється більш «агресивною» фронтальною частиною - змінені бампер, радіаторна решітка, крила, бічні дзеркала мають алюмінієвий колір. Ззаду S5 виділяються двома парами вихлопних труб.
Як і більшість Audi S і RS моделей, включаючи світлодіодні смужки, для руху в денний час, навколишні ксенонові лампи (хоча на Audi A5 вони поставляються у вигляді додаткової опції). Також Audi A5 в стандартній комплектації йде з 18-дюймовими колісними дисками з легких сплавів (різного дизайну), з великими гальмівними дисками. Спортивні шкіряні сидіння з підігрівом та інші технічні пристосування, деякі з яких доступні як додаткова опція на стандартному серійному A5. 
До бази автомобіля також увійшли: система повного приводу, автоматичний тризонний клімат-контроль, телескопічне кермо, панорамний люк, центральний замок з брелоком та передні шкіряні сидіння з десятьма режимами налаштуваннями. Базова аудіосистема запропонована з 10 динаміками. Опціями для Audi S5 є ксенонові фари, LED хвостові вогні та декілька варіантів комплектів коліс. Кабріолет можна замовити з червоним відкидним дахом та пакетом «Black Optic Plus» з 20-дюймовими дисками коліс.   
У 2012 році відбулося оновлення моделі, замість двигуна V8 автомобіль отримав 3,0 V6 з компресором, що встановлюється на Audi S5 Cabriolet і S5 Sportback.

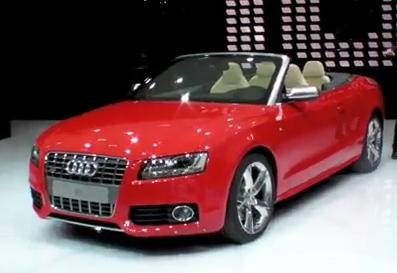
Audi S5 Cabriolet (2009-2012)

### Audi S5 Cabriolet
Випуск більш спортивної модифікації кабріолета - Audi S5 був спочатку запланований на 3-й квартал 2009, проте з'явився на ринку раніше - в травні 2009 року.
Замість шестициліндрового мотора з потужністю 195 кВт/265 к.с., що стоїть на А5, в моделі S5 моторизація починається з 3-літрового Kompressor-V6 двигуна. Система прямого вприскування доводить його потужність до 245 кВт/333 к.с. і видає крутний момент в 440 Нм. Цього вистачає, щоб розганяти кабріолет з нуля до 100 км/год за 5,6 секунд. Максимальна швидкість електронно обмежується на 250 км/год, однак потужності вистачило б і на більше.

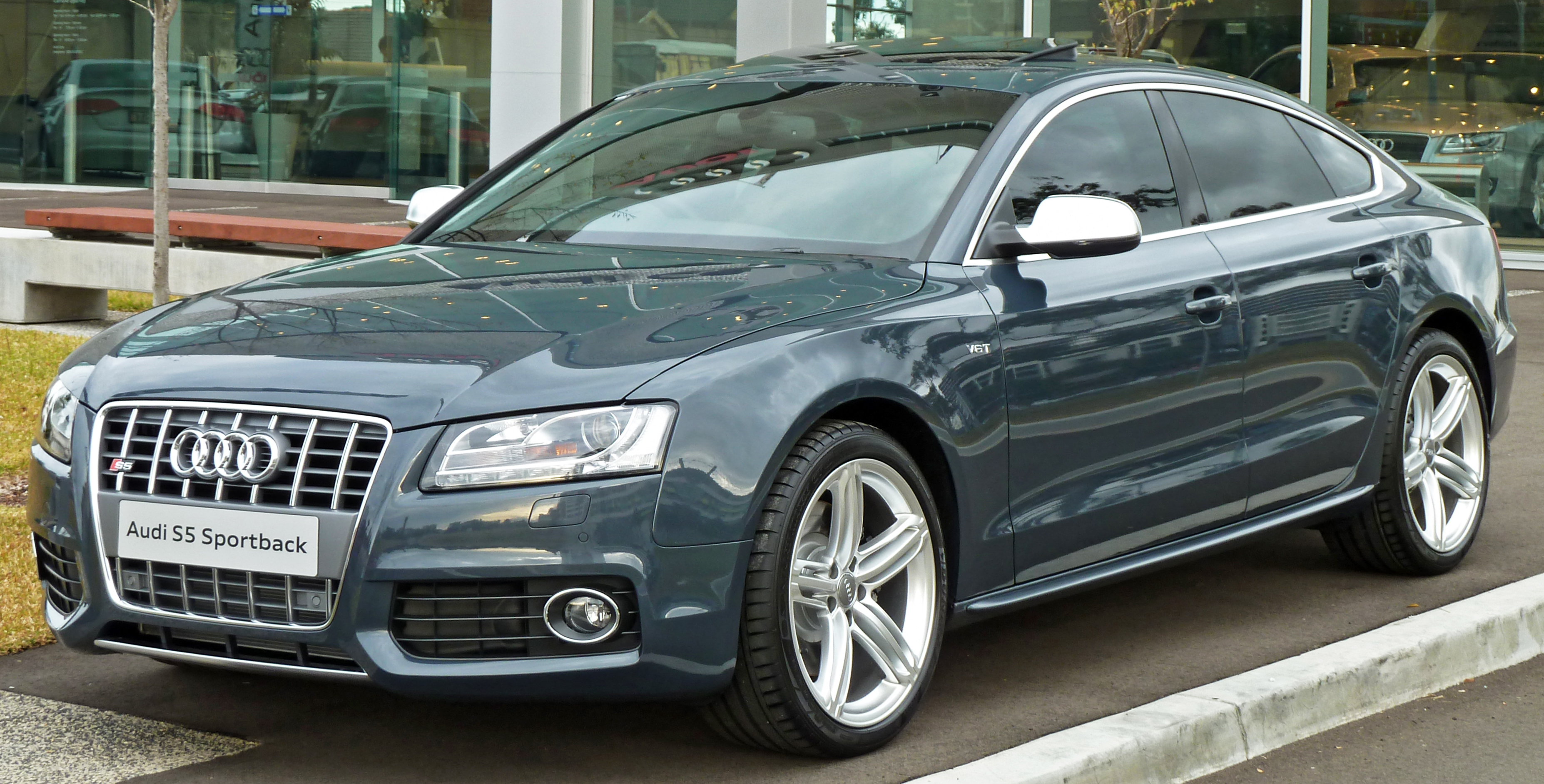
Audi S5 Sportback (2009-2012)

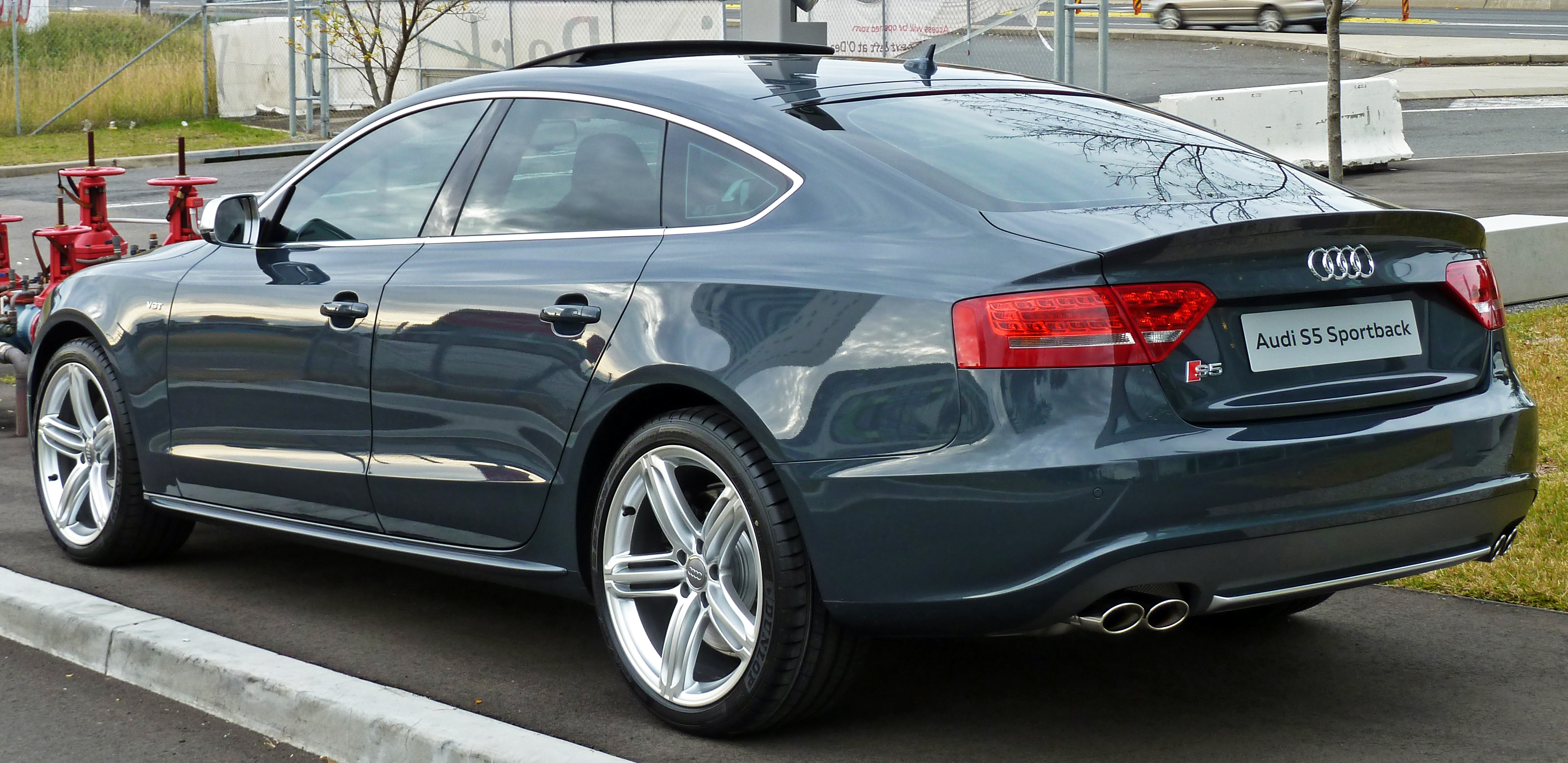
Audi S5 Sportback (2009-2012)

### Audi S5 Sportback
У 2009 році представлена версія Audi S5 Sportback з двигуном 3,0 V6 з компресором від Audi S5 Cabriolet.

## Друге покоління

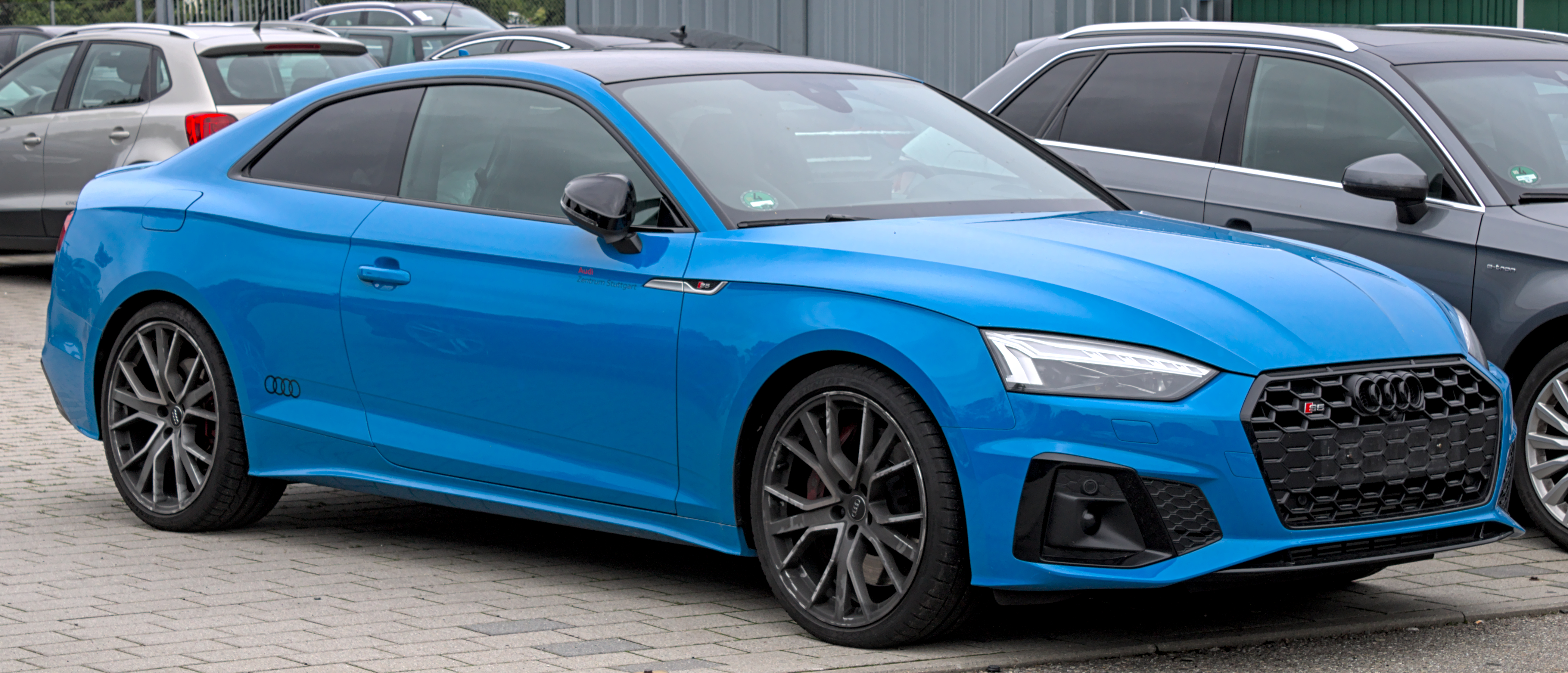
Audi S5 Coupé (з 2019)

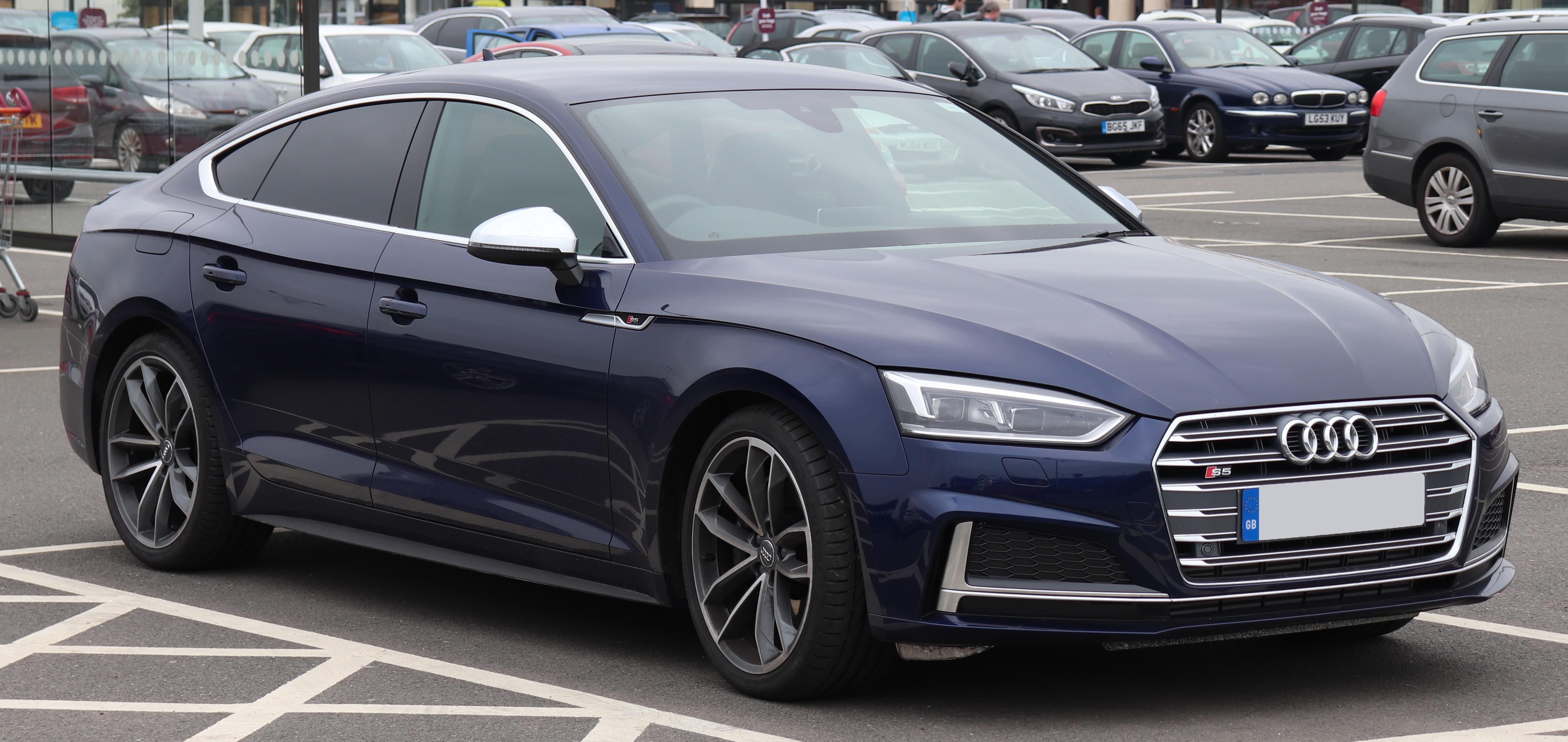
Audi S5 (2016–2019)

2 червня 2016 року, Audi представила в Інгольштадті, друге покоління A5 і S5 Coupé. З липня 2016 року модель надійшла у продаж. Автомобіль комплектується компресорним двигуном 3,0 л V6 потужністю 354 к.с. крутним моментом 500 Нм, повним приводом і 8-ст. АКПП tiptronic.
A5 і S5 Sportback дебютував на Паризькому автосалоні в жовтні 2016 року, продажі почалися на початку 2017 року.
Перші зображення A5 і S5 Cabriolet були показані на 4 листопада 2016 року, самі моделі дебютують на Північноамериканському міжнародному автосалоні в січні 2017 року в Детройті. Продажі Cabriolet почнуться в березні 2017 року.  

## Третє покоління

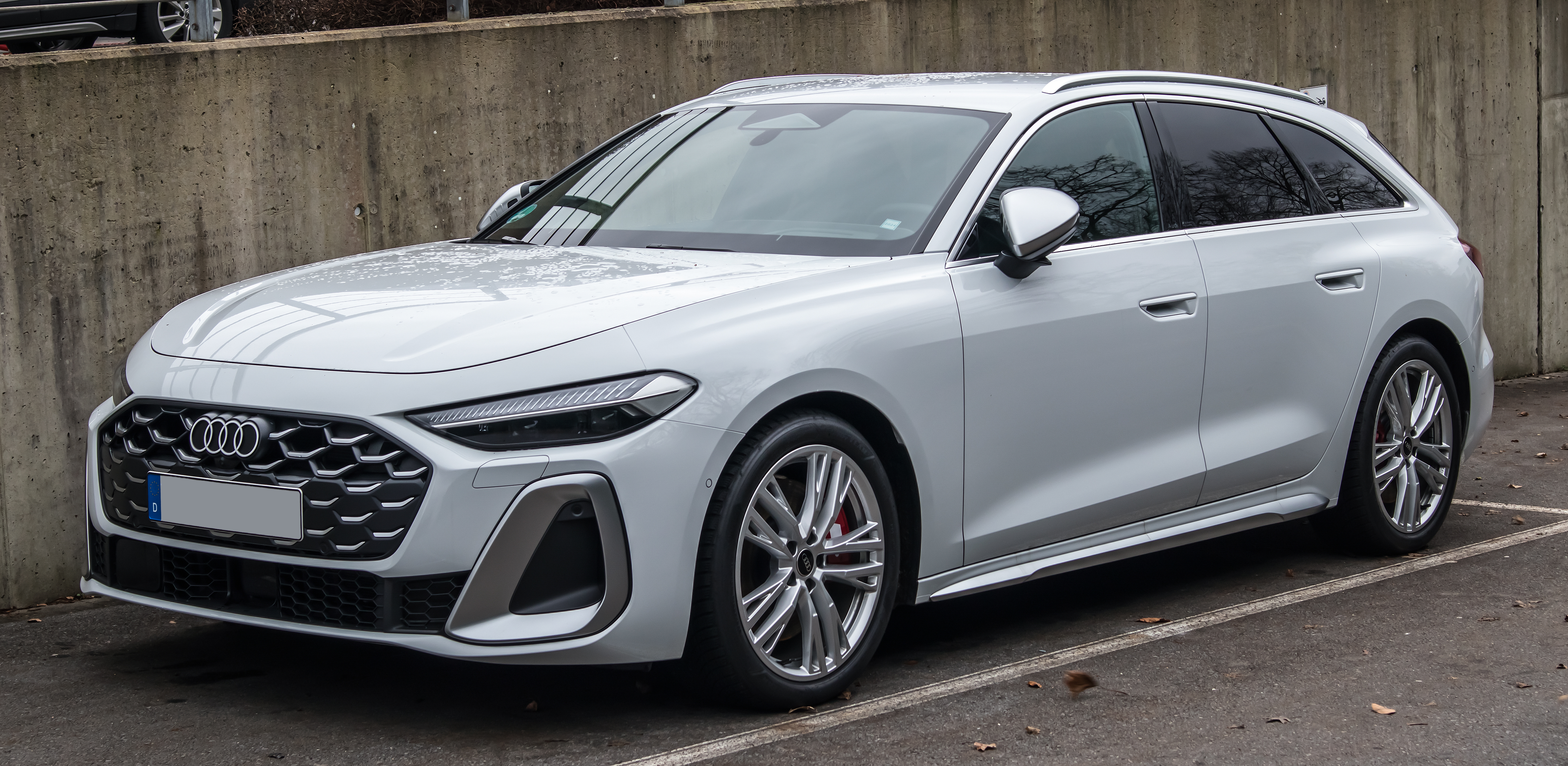
Audi S5 Avant (B10)

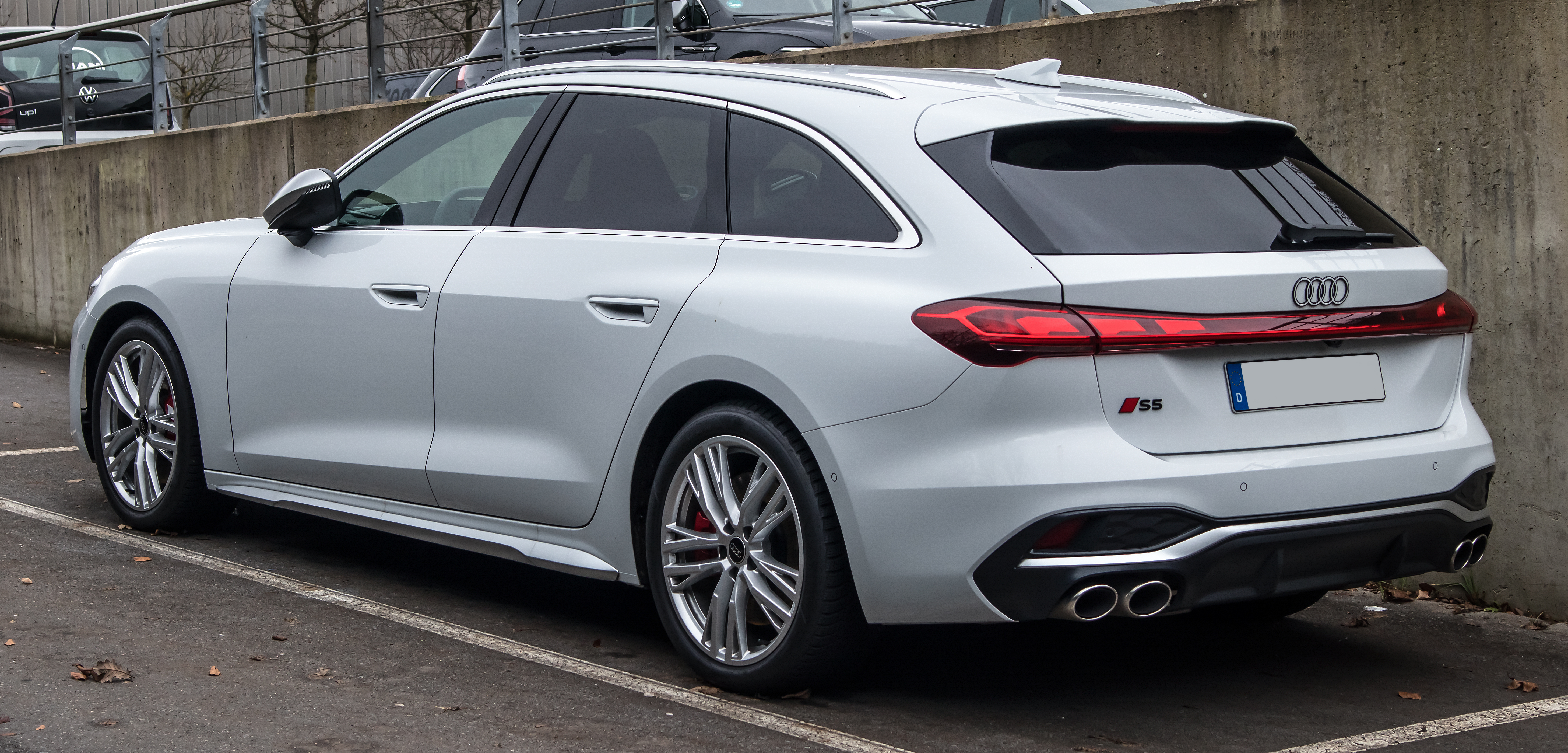

Третє покоління S5 було представлено в липні 2024 року разом із запуском Audi A5 B10 та випущено в листопаді 2024 року. Автомобіль доступний як хетчбек-седан та універсал.

### Двигун
- 3.0L TFSI VW EA839 V6 367 к.с.